# Лане моје
„Лане моjе“ (в превод от сръбски: Сърне мое) е песен на сръбския певец и композитор Желко Йоксимович, която представя Сърбия и Черна гора на песенния конкурс Евровизия 2004, като печели 2-ро място.
Текстът на песента е дело на Леонтина Вукоманович. Това е и първата песен в историята на конкурса, която да е събрала над 200 точки, но да не го печели.
Създадени са кавъри на песента на английски, иврит и български език. Мила моя, ангел мой, изпълнена от Азис, е българският кавър на песента.